# مطار هانكو
مطار هانكو (بالفنلندية: Hangon lentokenttä)‏ هو مطار في أقصى جنوب فنلندا. في هانكو، على بعد حوالي 8 كيلومتر (5 ميل) شرق مركز مدينة هانكو.

## روابط خارجية
- Hangon Lentokerho ry (Hanko Flying Club) باللغة الفنلندية
- VFR Suomi / فنلندا - مطار هانكو
- Lentopaikat.net - مطار هانكو باللغة الفنلندية